# How to Eat Fried Worms
How to Eat Fried Worms (en español Como comer gusanos fritos o Billy y los superpesados) es una película estadounidense estrenada  en Estados Unidos y Canadá el 25 de agosto de 2006 en cine y el 5 de diciembre en DVD, es protagonizada por Luke Benward y Adam Hicks. 

## Argumento
Billy Forrester, un niño de 11 años que, en su primer día del nuevo colegio, para ganarse el respeto de sus compañeros, acepta comerse 10 lombrices de tierra en un mismo día. A medida que aumenta la presión, debe ser muy fuerte para evitar que su hermanito de 5 años hable, que su débil estómago lo traicione, y que su gran boca no lo meta en más problemas de los que ya tiene.

## Sipnosis
Billy Forrester, de 11 años, tiene el estómago delicado y vomita con facilidad. Él y sus padres, Mitch, Helen y su hermano pequeño de 5 años, Woody, acaban de mudarse a un nuevo pueblo. Billy le dice a su madre que no quiere ir a la escuela porque será "el chico nuevo". Ella le asegura que hará amigos y que todo irá bien.
Billy se convierte en el blanco del abusador de la escuela, Joe Guire, sus dos "sapos" Plug y Bradley, y el resto de su pandilla: Benjy, Techno-Mouth, Twitch y Donny. Plug y Bradley le roban la lonchera a Billy. Billy se sienta detrás de Erika "Erk" Tansy, una chica inusualmente alta de la que la gente se burla.
A la hora del almuerzo, Billy abre su termo y vierte un montón de lombrices vivas. Asqueado, casi vomita. Joe le pregunta a Billy si come lombrices. Billy responde: «Las como siempre», y luego le lanza una lombriz a la cara. Un nerd llamado Adam Simms estaba seguro de que Joe iba a golpear a Billy con «El Anillo de la Muerte»; se rumorea que quienquiera que Joe golpee con el anillo muere en octavo grado.
Joe, Plug y Benjy alcanzan a Billy mientras se dirige a casa. Joe propone una apuesta: Billy se comerá diez lombrices el próximo sábado sin vomitar, o tendrá que andar por la escuela con lombrices en los pantalones. Billy sabe que no puede echarse atrás, así que acepta.
Al día siguiente, Billy se une a Adam. Mientras los chicos cocinan el primer gusano, "El Cerdito Grande", en el parque, son perseguidos por un guardabosques por usar una parrilla sin la supervisión de un adulto. Adam los lleva al restaurante de su tío Ed, El Sapo Marrón, y cocina el segundo gusano en una tortilla. Sin embargo, su tío toma la tortilla y se la da al director, quien se la come. Adam tiene que cocinar de nuevo el segundo y el tercer gusano, bautizando la creación como "El Especial de Pulgón de Sapo Marrón Grasiento" (donde sumerge los gusanos en la freidora y los unta con jugo de hígado). Cuando Ed descubre los gusanos, los echa del restaurante. Después de que Billy se come el cuarto gusano, "El Ardiendo Bola de fuego", y se quema la boca, Twitch y Tecnoboca abandonan el equipo de Joe y se convierten en sus nuevos mejores amigos. Billy, Tecnoboca, Twitch y Adam van a una tienda de conveniencia. Encuentran a Adam jugando "Dance Dance Revolution", y uno de los chicos derrama su bebida, haciendo que la máquina explote y los expulsen. En el parque, Billy se come los siguientes tres gusanos: "Magni-Fried", "Vomitomallo" y "Sándwich de mantequilla de cacahuete y mermelada de gusano". 
Después de cenar, los chicos van a una tienda de cebos, donde Billy se come los dos siguientes gusanos, "Brócoli Verde" y "Granizado de Espinacas" (Donny mete el gusano en el microondas), mientras la dueña no está. Sin embargo, su inesperado regreso la lleva a perseguirlos brevemente por entrar a robar en su tienda. Erk usa su arquería para conseguir el último gusano que necesita Billy. Después de que Joe haga trampa para evitar que Billy se coma el último gusano, "Gusano de Barro", tirándolo a un arroyo, toda su pandilla se vuelve contra él y anima a Billy a ir a por él. Lo consigue y se lo come antes de la fecha límite. Nigel Guire, el hermano mayor de 14 años de Joe, intenta intimidarlo y humillarlo. Pero Billy y el resto de la pandilla lo defienden, diciéndole a Nigel que lo deje en paz, y se va.
Después de pensarlo bien esa noche, Billy regresa a la escuela. Le explica a Joe que el segundo gusano se lo comió el director, Burdock, cuando Adam lo puso accidentalmente en su tortilla en el Brown Toad. Llegan a la conclusión de que técnicamente ninguno de los dos ganó, así que ambos se meten un montón de gusanos en los pantalones y caminan por el pasillo. Entonces son interrumpidos por Burdock, quien casi los atrapa cuando un gusano se cae de los pantalones de Billy, que Joe tapa con su zapato. Después de que Burdock regresa a su oficina, todos los niños salen corriendo y celebran mientras Billy y Joe se sacan los gusanos de los pantalones y los lanzan al aire.

## Recepción

### Taquilla
La película debutó en el número 11 con $4 millones en EE. UU. y Canadá. Se cerró Siete semanas después, con un total de $13 millones en EE. UU. y Canadá.

### Crítica
La película recibió críticas mixtas en su mayoría negativas. Rotten Tomatoes dio una calificación de 59%. Metacritic le dio a la película un Metascore de 56 críticas mixtas (o promedio). El crítico Filthy dio a la película cuatro "dedos" por su retrato realista de cómo los niños realmente actúan haciendo bullying y extorsiones.

## Reparto
| Actor                     | Personaje                            | Doblaje            |
| ------------------------- | ------------------------------------ | ------------------ |
| Luke Benward              | Billy "Come-Gusanos" Forrester       | Alejandro Orozco   |
| Adam Hicks                | Joe Guire                            | Abraham Vega       |
| Hallie Kate Eisenberg     | Erika "Erk" Tansy                    | Mayra Arellano     |
| Austin Rogers             | Adam Simms                           | Brandon Santini    |
| Blake Garret              | Plug                                 | Isabel Martiñón    |
| Phillip Daniel Bolden     | Bradley                              | Bruno Coronel      |
| M´Bagol                   | Benjy                                | Manuel Díaz        |
| Ty Panitz                 | Woody Forrester                      | Cristina Hernández |
| Kimberly Williams-Paisley | Helen Forrester                      | Irene Jiménez      |
| Tom Cavanagh              | Mitch Forrester                      | René García        |
| James Rebhorn             | Director "Cabeza de caldera" Burdock | César Árias        |